# Saint-Brieuc Basket Côtes d'Armor
Maillots
Le Saint-Brieuc Basket Côtes d'Armor était un club de basket-ball français, basé dans la ville de Saint-Brieuc, dans le département des Côtes-d'Armor. Il évolua en Nationale 1 lors de la saison 2013-2014.

## Historique
Le Saint-Brieuc Basket Côtes d'Armor est fondé en 2005, à la suite de la fusion de la Vaillante Saint-Brieuc et de l'Amicale sportive Cesson-Ginglin. Le club a récupéré les droits sportifs du Club olympique briochin, à la suite de la disparition du COB. Il accède pour la première fois de son histoire en Nationale 1 (troisième échelon national) en 2013. En huit saisons, le Saint-Brieuc Basket Côtes d'Armor est monté de la Prénationale à la Nationale 1.
En juin 2014, le club briochin se résout à la cessation d'activité en raison d'une situation financière très mauvaise

## Bilan saison par saison
| Saison              | Div.             | Class.           | %Vic             | V - D            | Phase finale        | Coupe de France  | Entraîneur        |
| Création du club    | Création du club | Création du club | Création du club | Création du club | Création du club    | Création du club | Création du club  |
| ------------------- | ---------------- | ---------------- | ---------------- | ---------------- | ------------------- | ---------------- | ----------------- |
| 2005-2006           | 6 Prénationale   | ?                | ?                | ?                | -                   | Non qualifié     | Gérard Le Roux    |
| 2006-2007           | 5 N3M            | 2e/12 - Poule E  | 91 %             | 20 - 02          | -                   | Non qualifié     | Richard Marseault |
| 2007-2008           | 5 N3M            | 1re/12 - Poule E | 91 %             | 20 - 02          | Tournoi demi-finale | Non qualifié     | Richard Marseault |
| 2008-2009           | 4 N2M            | 9e/14 - Poule C  | 46 %             | 12 - 14          | -                   | Non qualifié     | Richard Marseault |
| 2009-2010           | 4 N2M            | 4e/14 - Poule C  | 58 %             | 15 - 11          | -                   | Non qualifié     | Christophe Henry  |
| 2010-2011           | 4 N2M            | 4e/15 - Poule C  | 57 %             | 16 - 12          | -                   | Non qualifié     | Christophe Henry  |
| 2011-2012           | 4 N2M            | 10e/14 - Poule C | 46 %             | 12 - 14          | -                   | Non qualifié     | Christophe Henry  |
| 2012-2013           | 4 N2M            | 1re/14 - Poule C | 77 %             | 20 - 06          | 3e                  | Non qualifié     | Denis Mettay      |
| 2013-2014           | 3 N1M            | 16e/18           | 29 %             | 10 - 24          | -                   | 32e de finale    | Denis Mettay      |
| Disparition du club |                  |                  |                  |                  |                     |                  |                   |

Légende : 3,4,5,6 : échelons de la compétition

## Entraîneurs successifs
- Gérard Le Roux (2005-2006)
- Richard Marseault (2006-2009)
- Christophe Henry (2009-2012)
- Denis Mettay (depuis 2012)

## Joueurs célèbres ou marquants
- Jean-Yves Zahoui
- Appolo Cosmas[2].